# 1088
Évszázadok: 10. század – 11. század – 12. század
Évtizedek: 1030-as évek – 1040-es évek – 1050-es évek – 1060-as évek – 1070-es évek – 1080-as évek – 1090-es évek – 1100-as évek – 1110-es évek – 1120-as évek – 1130-as évek
Évek: 1083 – 1084 – 1085 – 1086 –  1087 – 1088 – 1089 – 1090 – 1091 – 1092 – 1093

## Események
- március 12. – II. Orbán pápa megválasztása (1099-ig uralkodik)[1]
- A Bolognai Egyetem, a Studium megalapítása
- Lázadás tör ki II. Vilmos angol király ellen Bayeux-i Odó vezetése alatt
- IV. Rajmund lesz Toulouse grófja
- Megkezdődik Cluny harmadik templomának építése
- I. Vilmos burgundi gróf fiát, Burgundi Guidót nevezik ki Vienne és Alsó-Burgundia érsekévé.

## Halálozások
- január 6. – Tours-i Berengár keresztény teológus
- szeptember – Hermann német ellenkirály (elesik a IV. Henrik elleni harcban)